# Ronald Werner
Ronald Werner (* 18. September 1963) ist ein ehemaliger deutscher Fußballspieler.

## Sportliche Laufbahn
Dem beim 1. FC Lokomotive Leipzig, dort zählte Ronald Werner 1982/83 zum Aufgebot in der Nachwuchsoberliga, ausgebildeten Verteidiger gelang der Sprung in die höchste Spielklasse des DDR-Fußballs nicht. In der zweitklassigen Liga gehörte er mit mehr als 200 Einsätzen jedoch zu den profiliertesten Spielern Mitte und Ende der 1980er-Jahre.
Zur Wendezeit in der DDR kickte die 1,77 Meter große Defensivkraft nach seinem NVA-Ehrendienst, währenddem er für die ASG Vorwärts Dessau auflief, bei der TSG Markkleeberg. Den Randleipzigern, damals noch als TSG Chemie antretend, hatte Werner schon seit 1983 angehört, nachdem er den 1. FC Lok Leipzig, in dessen Nachwuchsoberligateam er spielte, verlassen hatte. Mit dem inzwischen als firmierenden 1. FC Markkleeberg spielte der Abwehrmann nach der Zusammenführung von ost- und westdeutschem Fußball zwischen 1991 und 1994 in der drittklassigen NOFV-Amateur-Oberliga.
Beim FC Carl Zeiss Jena stand er in der 2. Jahreshälfte 1994 nur knapp sechs Monate unter Vertrag. Dem Team aus dem Ernst-Abbe-Sportfeld, damals in der dritthöchsten Spielklasse unterwegs, gelang am Ende der Spielzeit 1994/95 der Aufstieg in die 2. Bundesliga. Zu diesem Zeitpunkt der Saison war Roland Werner bereits wieder in Sachsen aktiv.
Auch im gesamtdeutschen Profifußball gelang ihm Mitte der 1990er-Jahre der Sprung in die Zweitklassigkeit. Beim VfB Leipzig, zu dem er Anfang 1995 aus Jena transferiert worden waren, gehört er zur Top 10 der in der 2. Bundesliga eingesetzten Profis.

## Trainerlaufbahn
Nah seiner aktiven Laufbahn blieb er dem Fußballsport als Coach erhalten. Er betreute im mitteldeutschen Raum unter anderem den Bornaer SV und den SV Motor Altenburg.